# Ludwig von Petersdorff
Ludwig Friedrich Albrecht von Petersdorff (* 19. März 1826 in Labes; † 5. Oktober 1889 in Freiburg im Breisgau) war ein preußischer Generalleutnant und Kommandeur der 29. Division.

## Leben

### Herkunft
Ludwig war der älteste Sohn des Herrn auf Friedrichsfelde Ferdinand von Petersdorff (1801–1840) und dessen Ehefrau Antoine, geborene von Delitz († 1863).

### Militärkarriere
Nach dem Besuch der Stadtschule in Arnswalde sowie des Gymnasiums in Stargard trat Petersdorff am 21. Juli 1843 in das 21. Infanterie-Regiment der Preußischen Armee ein. Er avancierte bis Ende August 1846 zum Sekondeleutnant und nahm 1848 bei der Niederschlagung des Polnischen Aufstandes in der Provinz Posen am Gefecht bei Wreschen teil. Von Mitte November 1850 bis Ende Oktober 1852 war er Adjutant des I. Bataillons und ab Februar 1853 für fünf Monate zur Gewehrfabrik nach Sömmerda kommandiert. Am 1. Juni 1855 erfolgte seine Ernennung zum Regimentsadjutanten und am 8. Januar 1856 seine Kommandierung als Adjutant der 8. Infanterie-Brigade nach Erfurt. In dieser Eigenschaft stieg Petersdorff Mitte Februar 1859 zum Premierleutnant auf. Unter Beförderung zum Hauptmann wurde er am 10. November 1859 in das 9. Infanterie-Regiment (Colberg) versetzt und Mitte Dezember 1860 zum Chef der 12. Kompanie ernannt. Während des Januaraufstandes war Petersdorff 1863 mit seiner Kompanie zur Sicherung der polnischen Grenze eingesetzt und erhielt für sein Wirken den Orden der Heiligen Anna III. Klasse. 1866 führte er seine Kompanie im Krieg gegen Österreich in der Schlacht bei Königgrätz und wurde mit dem Roten Adlerorden IV. Klasse mit Schwertern ausgezeichnet.
Nach dem Krieg erfolgte am 26. März 1867 als Major zunächst die Versetzung in den Generalstab der 20. Division und am 22. März 1868 in den Großen Generalstab. Bei der Mobilmachung anlässlich des Krieges gegen Frankreich kam Petersdorff am 18. Juli 1870 in den Generalstab des II. Armee-Korps und nahm an den Schlachten bei Gravelotte und Villiers, der Belagerung von Metz sowie den Gefechten von Salins, Frasne und Pontarlier teil.
Ausgezeichnet mit beiden Klassen des Eisernen Kreuzes wurde Petersdorff am 28. Oktober 1871 zum Chef des Generalstabs des II. Armee-Korps in Stettin ernannt. In dieser Stellung stieg er bis Mitte September 1874 zum Oberst auf und erhielt am 16. September 1879 den Rang und die Gebührnisse eines Brigadekommandeurs. Daran schloss sich vom 10. Juli 1880 bis zum 2. November 1885 eine Verwendung als Generalmajor und Kommandeur der 27. Infanterie-Brigade in Düsseldorf an. Anschließend wurde Petersdorff unter Beförderung zum Generalleutnant als Kommandeur der 29. Division nach Freiburg im Breisgau versetzt und im Januar 1888 anlässlich des Ordensfestes mit dem Stern zum Roten Adlerorden II. Klasse mit Eichenlaub und Schwertern am Ringe ausgezeichnet. Aus gesundheitlichen Gründen reichte er seinen Abschied ein und wurde am 19. September 1888 unter Verleihung des Kronen-Orden I. Klasse mit Pension zur Disposition gestellt. Er starb am 5. Oktober 1889 in Freiburg im Breisgau.
Der General Hann von Weyhern schrieb am 1. Januar 1877 in seiner Beurteilung: „Oberst von Petersdorff, seit mehreren Jahren Chef des Generalstabes, hat sich in jeder Beziehung als ganz besonders geeignet für diese Stellung erwiesen. Aus dem praktischen Dienst hervorgegangen, ist er vollständig mit diesem vertraut. Seine geistige Befähigung, sein klarer Blick, die Art und Weise, wie er auf seine Untergebenen belehrend zu wirken versteht, seine formvolle Haltung seinen Vorgesetzten gegenüber lassen ihn vortreffliches leisten, und ist es wünschenswert, daß dieser zur besonderen Beförderung zu empfehlende Offizier in seiner jetzigen Stellung noch länger belassen bleibe.“

### Familie
Petersdorff heiratete am 6. Oktober 1857 in Prust Ulrike von Wedelstaedt (1834–1914), eine Tochter des Herrn auf Prust Michael von Wedelstaedt (1801–1876). Das Paar hatte mehrere Kinder:
- Anna (* 1858) ⚭ 1878 Paul von Broecker († 1881), preußischer Hauptmann, Sohn des Generals Rudolf von Broecker
- Michaele (* 1860) ⚭ 1895 Heinrich von Strauch († 1917), preußischer Major
- Hedwig (* 1861)
- Walter (1863–1914), preußischer Oberst und Kommandeur des 4. Unter-Elsässischen Infanterie-Regiments Nr. 143, gefallen bei Saarburg ⚭ 1898 Bertha Eberlin (1873–1925)
- Margarete (* 1876)